# 東山町 (池田市)
東山町（ひがしやまちょう）は、大阪府池田市にある地名である。丁番をもたない単独町名である。郵便番号は 563-0012 である。当地域の人口は、2017年12月末時点で 469 人である（池田市市民生活部総合窓口課の資料による）。面積は、2018年3月末時点で 1.346 平方キロメートルである（池田市市長公室広聴文書課の資料による）。

## 地理
池田市の北部、細河地域の東部に位置する。北は、伏尾町、吉田町と接しており、東および南は、畑三丁目と接している。南西は、中川原町と接しており、西は、古江町と接している。
五月山の北側の麓にある。当地域の北西部を余野川が南西流しており、同河川の左岸沿いを国道423号が走っている。余野川には、高橋が架橋されている。当地域の南東部を五月山ドライブウェイが通っている。当地域は、池田市立ほそごう学園の校区に含まれる。

## 歴史
平安時代には、当地域に集落が存在した。江戸時代には摂津国豊島郡東山村として存在していた。江戸期以降、植木の栽培で知られ、とりわけツツジやサツキの栽培が多く行われている。東山村では、柿の栽培も行われており、池田柿もしくは東山柿と呼ばれた。1672年（寛文12年）、「右ハざい所 左ハ久安寺かめ山みち」と記された道標が建てられる。1889年（明治22年）、東山村が細河村東山となる。1935年（昭和10年）、細河村東山が池田町東山となる。1939年（昭和14年）、池田町東山が池田市東山となる。1944年（昭和19年）、池田市東山が東山町となる。
1945年（昭和20年）2月頃より、当地域から中川原町にかけての山麓部に、横穴式の魚雷格納庫が海軍設営隊によって建設された。1961年（昭和36年）4月、細河保育園が開設される。1979年（昭和54年）、一部が伏尾台四丁目および五丁目に編入される。1999年（平成11年）、芽ばえ城南作業所と若草訓練所を統合する形で、東山作業所が589番地に開設される。同年、細河コミュニティセンターが竣工される。2004年（平成16年）2月23日、東禅寺の薬師如来坐像および十一面観音立像が市の指定文化財に指定される。2009年（平成21年）6月、介護付有料老人ホームレリーサポプラが546番地に完成される。2010年（平成22年）1月13日、東禅寺の木造天部立像が府の指定文化財に指定される。2020年（令和2年）7月、池田市立学校給食センターが140番地に完成される。

## 施設
- 消防署 細河分署[3]
- 学校給食センター[19]
- 特別養護老人ホームポプラ[3]
- 細河保育園[3]
- 東山作業所[3]
- 東山公園[20]